# Yoichi
Yoichi est une distillerie de whisky située dans le bourg de Yoichi sur l’île de Hokkaido au Japon, à une cinquantaine de kilomètres à l’ouest de Sapporo. C'est une des deux distilleries appartenant au groupe japonais Nikka lui-même propriété d'Asahi Breweries.

## Histoire

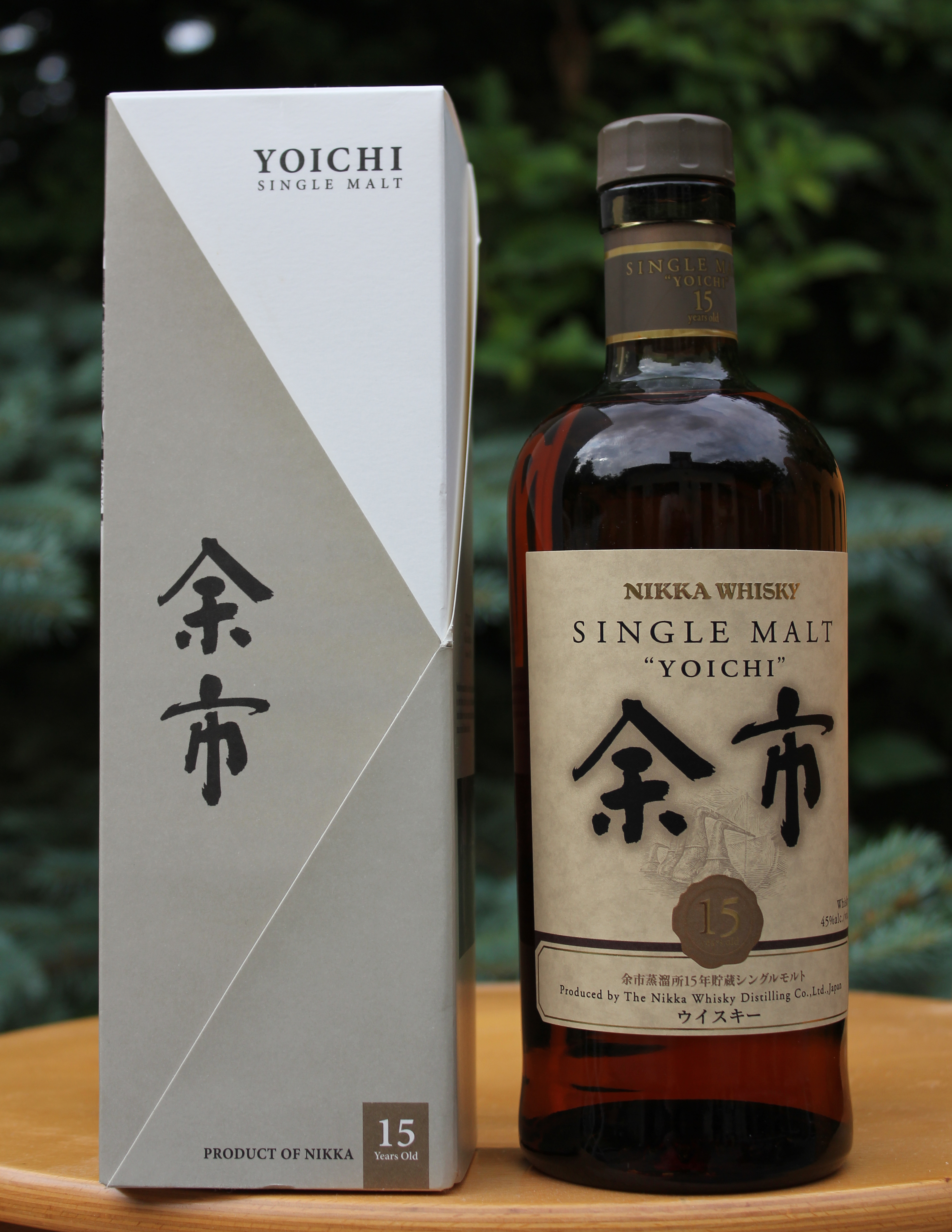
Bouteille de whisky Yoichi Single Malt 15 ans.

Yoichi a été créé en 1934 par Masataka Taketsuru. Il en choisit le site afin de se rapprocher le plus possible des conditions climatiques de l'Écosse. C’est la plus septentrionale des distilleries japonaises.
La production commence en 1936 et le premier whisky est commercialisé en 1940. C’est un blend nommé « Nikka Whisky ». Yoichi a pendant longtemps essayé de travailler au plus proche des techniques écossaises, mais a dans le même temps développé des techniques qui lui sont propres. L’une d’elles est l’utilisation de fûts neufs de chêne américain pour la maturation, ou encore le chauffage des alambics par un feu de charbon à très haute température. En attendant la première commercialisation, la société a survécu en vendant du jus de pommes et du cidre.
Le premier single malt distribué en tant que tel est lancé en 1984, il se nomme alors « Hokkaido », il est âgé de douze ans.
Le Single Cask Yoichi dix ans a été élu en 2001 « meilleur whisky du monde » par le magazine britannique Whisky Magazine, et le Yoichi 1987 a été élu meilleur single malt en 2008 par les World Whiskies Awards.

## Production
La distillerie est située à 900 mètres des côtes de la mer du Japon. Les fûts vieillissent sur les lieux mêmes de la distillerie, directement sur le sol en terre battue, empilés jusqu’à une hauteur de deux étages.
Les single malts produits sont :
- Yoichi non âgé, 43 %, bouteille de 50 cl[5],
- Yoichi 10 ans, 45 %, bouteille de 18 cl ou 70 cl[5],
- Yoichi 12 ans, 45 %, bouteille de 70 cl[5],
- Yoichi 15 ans, 45 %, bouteille de 70 cl[5],
- Yoichi 20 ans, 52 %, bouteille de 70 cl[5],
- Single cask Yoichi, 50 à 64 %, bouteille de 70 cl[6].

## Source
- (en) Stephan van Eycken, Whisky Rising : The Definitive guide to the finest whiskies and distillers of Japan, Kennebunckport, Cider Mill Press, 2017, 399 p. (ISBN 978-1604336979).